# Casa de las Trece Monedas
La Casa de las Trece Monedas es una casona construida durante la época virreinal de Perú. Se encuentra en el jirón Ancash del centro histórico de Lima. Su estilo arquitectónico es rococó francés de la segunda mitad del siglo XVIII. Muestra una portada elegante y esbelta, cornisas con motivos de flores, y unas pequeñas ventanas con paneles curvos.
La edificación perteneció a la familia López-Flores, Condes de Puente Pelayo. Debe su nombre a las trece monedas que se encuentran en el escudo de armas de la familia propietaria. Actualmente es la sede del Museo Nacional Afroperuano, también fue sede del Instituto de Matemática y Ciencias Afines de la Universidad Nacional de Ingeniería. En 1972 fue declarada Patrimonio Cultural de la Nación.